# Храм Покрова Пресвятой Богородицы (Алма-Ата)
Храм в честь Покрова Пресвятой Богородицы (каз. Ең қасиетті Теотокостың шапағатының құрметіне арналған ғибадатхана) — храм Астанайской и Алма-Атинской епархии в городе Алма-Ата.

## История

### Покровский собор

Покровская церковь после землетрясения 1887 года

Строительство Покровского собора велось в 1879—1882 годах по проекту городского архитектора Г. Н. Серебренникова. Здание было разрушено Верненским землетрясением 1887 года.
Возрождённый Покровский собор строился с 1888 по 1896 год на Старокладбищенской улице города Верного. Архитекторами собора выступили П. Гурде и Н. П. Наранович. Этот храм был снесён в 1934 году.
В 1909—1910 годах года в храме служил священником Евстафий Малаховский, в будущем священномученик.
На месте, где ранее располагался собор, в настоящее время находится Казахский государственный академический театр для детей и юношества имени Г. Мусрепова.

### Покровско-Всехсвятский храм
Община храма была возрождена в 1946 году на окраине города в молитвенном доме. К нему постепенно пристраивались новые помещения.
Строительство современного храма началось в 1981 году под видом реконструкции. Была построена деревянная пятикупольная церковь, однако по требованию властей они были убраны и был установлен один маленький. В 1990 году соседний частный дом был приобретён общиной и перестроен в Крестильный храм. Позже он был соединён со старым храмом кирпичным переходом.
В 2010 году завершено строительство нового большого трехэтажного здания Воскресной школы и библиотеки.

### Строительство нового собора
2 мая 2012 было совершено освящение места под строительство храма в честь Собора Пресвятой Богородицы на территории Покровско-Всехсвятского прихода. 
В 2013 году была произведена закладка камня в основание строящейся церкви и его освящение епископом Каскеленским Геннадием.